# Briefpapier
Briefpapier is papier bestemd voor het schrijven, typen of afdrukken van brieven.

## Normaal briefpapier
Meestal wordt voor briefpapier gelinieerd papier gebruikt om te beschrijven en daarna dit bericht in een envelop per post te versturen. Door het sterk toegenomen gebruik van e-mail via het internet is het versturen van deze brieven sterk afgenomen.

### Voorbedrukt briefpapier
In het bijzonder wordt de term briefpapier ook gebruikt voor voorbedrukt papier waarvan een organisatie, bedrijf of privé-persoon gebruikmaakt voor de correspondentie. Het is een van de belangrijke huisstijldragers van een bedrijf. Na een ontwerp (van bijvoorbeeld een creatief vormgever) wordt een stramien opgemaakt. Dit stramien bevat de posities van een aantal vaste briefonderdelen, zoals logo of beeldmerk, datum, geadresseerde, onderwerp, kenmerk en aanhef.
Tevens zijn de opmaakkenmerken geregeld in dit stramien. Onder opmaakkenmerken vallen bijvoorbeeld lettertype, marge, inspring en afmetingen. Dit alles kan dan consistent worden toegepast door het gebruik van een sjabloon. Ook is het gebruik van een huisstijlapplicatie een veelvoorkomende oplossing bij het toepassen van de huisstijl in documenten.

## Speciaal briefpapier

### Luchtpostpapier
In de tijd dat de briefpost per vliegtuig, bijvoorbeeld naar de Nederlandse Overzeese Rijksdelen werd verzonden, bestond er luchtpostpapier van gewichtsbesparend dun, meestal lichtblauw papier met een bijbehorende envelop met daarop rondom de randen een rood-wit-blauwe band met de opdruk 'luchtpost/par avion' en een opgedrukte postzegel. Ook was er het zogeheten aerogram, die bestond uit een enkel vel dun briefpapier, voorzien van plakranden en die na beschrijving kon worden dichtgevouwen tot een envelop met eenzelfde opdruk.

### Frans briefpapier
Frans briefpapier is briefpapier met een opgedrukte versiering op een deel of op het gehele vel te beschrijven briefpapier. Ook de envelop is meestal ten dele van dezelfde versiering voorzien. Dit briefpapier wordt meestal in een bedrukte cassette met eenzelfde voorstelling of als sortiment met verschillende voorstellingen in de handel aangeboden. Door de bewerkelijkheid is dit het duurste soort briefpapier.